# Evil (singel Mercyful Fate)
Evil to trzeci singel duńskiej grupy heavymetalowej Mercyful Fate. Wydany w 2009 roku przez wytwórnie Metal Blade i Massacre.
Zawiera nowe wersje dwóch klasycznych utworów Mercyful Fate, zremasterowane przez Andiego LaRocque. Evil w wersji z singla różni się brzmieniem od wersji wydanej w grze Guitar Hero: Metallica, ponieważ tamta wersja była masterowana przez Activision.

## Lista utworów
1. Evil (2009) - 4:46
2. Curse of the Pharaohs (2009) - 3:58

## Twórcy
- King Diamond - śpiew
- Hank Shermann - gitara
- Michael Denner - gitara
- Timi "Grabber" Hansen - gitara basowa
- Bjarne T. Holm - perkusja